# Trimeperidin

Strukturformel för trimeperidin.

Trimeperidin, eller Promedol[källa behövs] (kemiskt namn 1,2,5-trimetyl-4-fenyl-4- 
propionoxypiperidin, summaformel C17H25NO2), är ett smärtstillande preparat som tillhör gruppen opioider. Det har haft klinisk användning i Ryssland sedan 1950-talet.[källa behövs]
Substansen är narkotikaklassad och ingår i förteckningen N I i 1961 års allmänna narkotikakonvention, samt i förteckning II i Sverige.